# Gibostad
Gibostad est une localité du comté de Troms, en Norvège. Le village comptait 322 habitants au 1er janvier 2018 et est situé sur la Senja, près du Gisund, à 20 kilomètres au nord du Gisundbrua.
Gibostad a une longue tradition de lieu de négoce.

## Géographie
Administrativement, Gibostad fait partie de la kommune de Lenvik.